# Махсудян, Мигран Мисакович

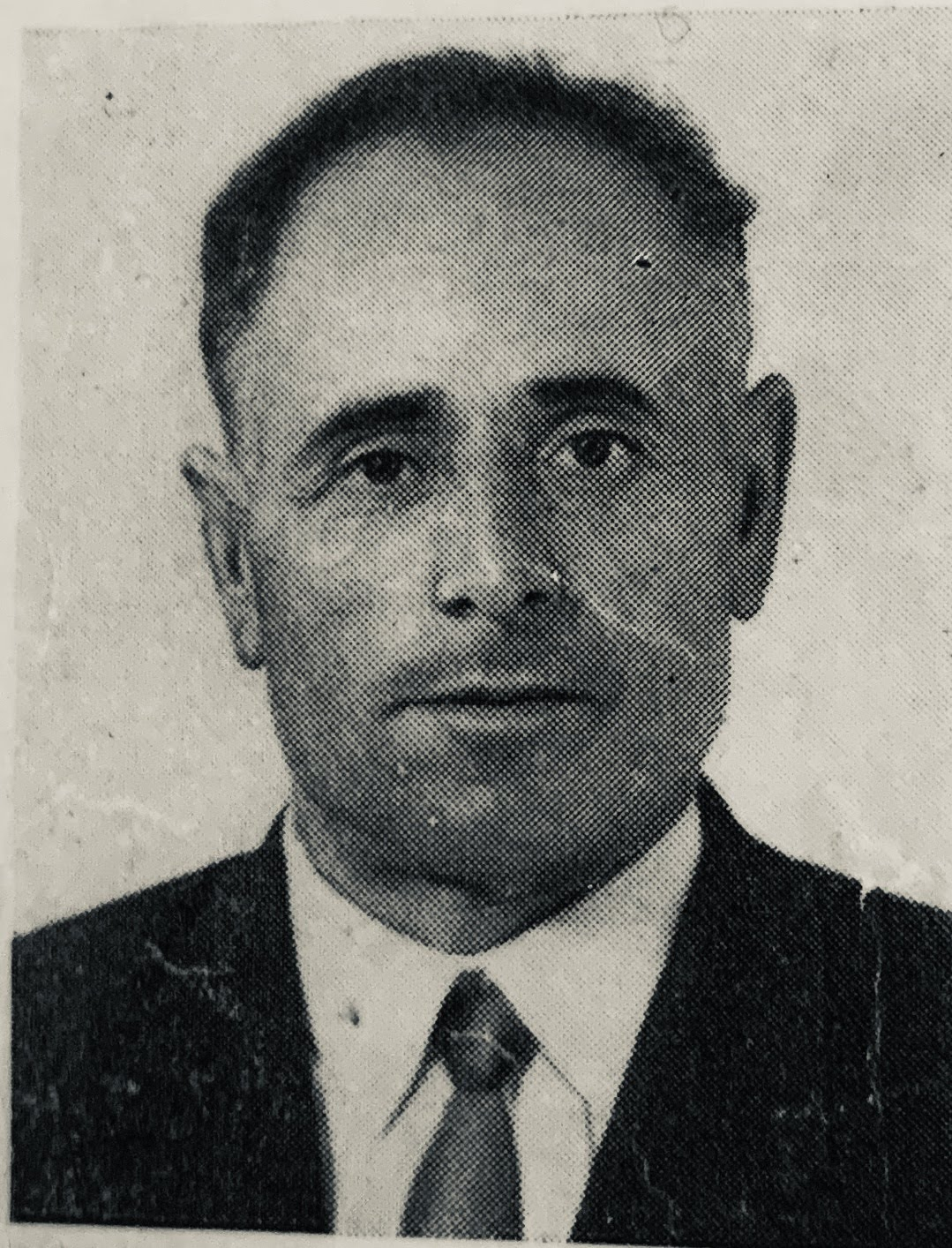
Махсудян Мигран Мисакович

Депутат Верховного Совета СССР 7-го созыва (1966-1970). Депутат Совета Национальностей от Мартунинского избирательного округа № 411 Армянской ССР.
Родился 19 декабря 1919 г., армянин, член КПСС с 1942 г.
С 1937 г. кочегар завода им. С. М. Кирова в г. Ереване. С 1938 г. тракторист, бригадир тракторной бригады Мартунинской Машинно-тракторной станции.
В 1947 году женился на Саргсян Зведе Мнацакановне, педагоге начальных классов Средней Общеобразовательной школы №1 села Золакар. В браке родилось восемь детей.
С 1958 г. бригадир тракторной бригады колхоза села Золакар Мартунинского района Армянской ССР.
С 1966 г. главный инженер Машинно-тракторной станции Совхоза села Золакар. В этот же период являлся секретарём Золакарского отделения Коммунистической партии.
С 1967 по 1970 гг. обучался в Сельскохозяйственной Академии при Министерстве Сельского хозяйства Армянской ССР. Исполняющий обязанности директора Совхоза села Золакар.
Член Комиссии по сельскому хозяйству Совета Национальностей.
С 1979 года пенсионер Республиканского назначения.
Умер 22 сентября 1994 года в возрасте 75-и лет. Похоронен рядом с супругой на Золакарском кладбище.